# ألعاب إكس
ألعاب إكس (اكس جايمز) هو حدث رياضي سنوي، منظم من قبل شركة الإذاعة الرياضية الأمريكية إي إس بي إن، وهذا الحدث يشمل الرياضات المتطرفة، أول حدث نظّم في صيف عام 1995.
الجوائز تكون عبارة عن ميداليات برونزية وفضية وذهبية بالإضافة إلى جوائز مالية.
|                      | |
| رياضة                | رياضات خطرة                                                                                             |
| مؤسس                 | 12 أبريل 1994 ؛ منذ 25 عامًا العاب اكس                                                                   |
| موسم الافتتاح        | ألعاب المتطرفة                                                                                          |
| شريك / شركاء تلفزيون | إي إس بي إنESPN2 ESPN3 (بث مباشر) أي بي سيEurosportESPN أمريكا اللاتينية ESPN Brasil Trans7 CTV TSN RDS |
| الموقع الرسمي        | |

المنافسة غالبا ما يتميز حيل جديدة مثل توني هوك الصورة 900 في التزلج، ترافيس باسترانا "BACKFLIP الصورة مزدوجة في موتوكروس حرة، هيث Frisby أول الوجه الثلج الجبهة في الثلج أفضل خدعة، غيس كينوورثي الصورة التبديل الأول روديو الثلاثي في التزلج slopestyle المنافسة وتورستاين هورغمو الصورة هبطت أول الفلين الثلاثي في الجليد المنافسة. بالتزامن مع المنافسة، يعد مهرجان "X Fest" للرياضة والموسيقى، والذي يقدم الموسيقى الحية، وجلسات توقيع رياضي، وعناصر تفاعلية.
لقد اكتسبت ألعاب X Games تعريفا إعلاميا بسبب رعاة الاسم الكبير، والرياضيين من الدرجة الأولى، وحضور الجماهير المستمر. كما أوضحت مجلة إدارة الرياضة (2006)، فإن الجيلين X وجيل الألفية Y هما الديموغرافيا الأكثر تقديراً من قبل المسوقين. وهذا يخلق نهجًا واسعًا في التسويق تجاه بعض العوامل الديموغرافية، وهذا هو السبب في أن التوقعات التسويقية والألعاب الاقتصادية لـ X Games أصبحت «بعيدة عن متناول الجميع». وفقًا لتقرير 2008 الصادر عن ESPN ، في عام 1997، ألعاب Winter X السنة الافتتاحية، حضر 38000 متفرج الحدث لمدة أربعة أيام. في عام 1998، انخفض الحضور إلى 25000 متفرج. ولكن بعد عامين فقط، حضر حضور قياسي بلغ 83,500 شخص ظهور الساحل الشرقي لألعاب Winter X Games. تستمر ألعاب X و Winter X Games في النمو بفضل شعبية الرياضات التمثيلية والرياضيين الذين يتنافسون فيها.
كجزء من ألعاب X ، كان هناك عروض من مختلف فرق الروك على مر السنين، بالإضافة إلى وجود دي جي في الموقع في جميع الأحداث. جعلت X Games من نقطة منذ تأسيسها تنظيم حدث صديق للبيئة. وتشمل هذه التدابير استخدام وقود الديزل الحيوي في سياراتهم وتنظيم حملات إعادة التدوير.
لم تُجرِ ألعاب X أبدًا اختبارات المخدرات على المنافسين، وهو موقف انتقده المدير العام للوكالة العالمية لمكافحة المنشطات ديفيد هاومان ورئيس اللجنة الأولمبية الدولية توماس باخ.

## أقسام إكس جايمز
يوجد حدثين في كل سنة حسب الفصل، فيوجد رياضات للصيف وأخرى في الشتاء.

### اكس جايمز الصيفية
تنظم في فصل الصيف من كل عام، وتشمل:-
سباقات البي إم إكس، الدرجات النارية، الدراجات الجبيلة، السكيت بورد.

### اكس جايمز الشتوية
تنظم في فصل الشتاء من كل عام، وتشمل:-
التزلج على الثلج، السنوبورد، وتسلق الجبال الثلجية.

## الرياضة الالكترونية
قد لا تقتصر فعاليات الاكس جايمز على الرياضات الجسدية، بل أيضا تقام بطولات للالعاب الالكترونية مثل:
MLG كول أوف ديوتي Championship ,
MLG Counter Strike: Global Offensive Championship

## روابط خارجية
- ألعاب إكس على موقع EncyclopediaOfSurfing.com (الإنجليزية)
- الموقع الرسمي
- X Games Asia official website
- Planet X – X Games Australia
- The Official X Games Community[وصلة مكسورة]